# Shabaka
Neferkare Shabaka là pharaon thứ ba của Vương triều thứ 25 trong lịch sử Ai Cập cổ đại, cai trị trong khoảng năm 705 – 690 TCN.

## Gia quyến
Shabaka là con của vua Kashta và có thể với hoàng hậu Pebatjma, tức là anh em ruột với vua Piye. Tuy nhiên, một số tài liệu lại cho rằng, ông là con của Piye. Shabaka đã lập Qalhata, con gái của Piye, làm Chánh cung. Cả hai có với nhau ít nhất một người con, là vua Tantamani.
Shabaka cũng có với thứ phi Mesbat một người con trai, là Đại tư tế Amun Haremakhet. Tên của Mesbat (hoặc Masabat) được biết đến trên cỗ quan tài của Haremakhet. Ngoài ra, Shabaka còn có hai người con gái không rõ mẹ:
- Isetemkheb H, mang danh hiệu "Chị em của Vua" và "Người vợ hoàng gia vĩ đại". Vì thế Isetemkheb H chắc chắn đã lấy người anh em của mình, Tantamani[5].
- Piankharty, cũng kết hôn với Tantamani, xuất hiện trên một tấm bia cùng với chồng và thái hậu Qalhata[6].

## Thứ tự cai trị

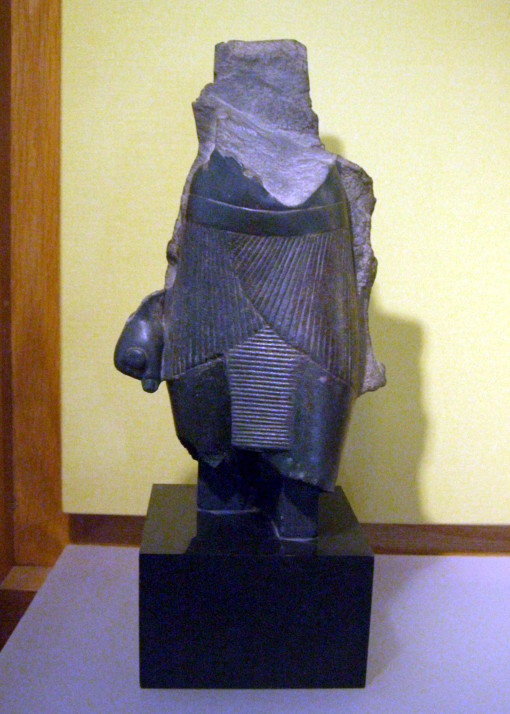
Bức tượng nửa thân dưới của Shabaka tại Saqqara (Bảo tàng Louvre, Pháp)

Trước đây, Shebitku được đặt giữa Shabaka và Taharqa. Mặc dù sự nghi vấn về thứ tự cai trị giữa Shebitku và Shabaka đã từng được đề xuất bởi Jean-Frédéric Brunet (2005) và Joe Baker (2005) cũng đã nêu lý do cho sự hoán đổi này, mãi đến năm 2013, Michael Bányai mới cho biết sự tán thành của mình về điều này trên một tạp chí khoa học. Sau đó, Frédéric Payraudeau và Gerard Broekman đã mở rộng giả thuyết này một cách độc lập. Broekman chỉ ra rằng, tên của Shebitku được khắc phía trên tên của Shabaka trên một văn tự tại Karnak. Điều này có nghĩa là Shabaka phải trị vì sau Shebitku.
Baker và Payraudeau cũng cho biết, công chúa Shepenupet I (con của vua Osorkon III thuộc Vương triều thứ 23) vẫn còn sống dưới thời trị vì của Shebitku / Shabataqo dựa theo các phù điêu tại nhà nguyện Osiris-Héqadjet, cùng với phù điêu của công chúa Amenirdis I (con nuôi của Shepenupet I, chị em với Shabaka và Piye). Sự trao quyền giữa Shepenupet I và Amenirdis I đã diễn ra trong triều đại của Shebitku. Chi tiết này cũng đủ để chứng minh rằng triều đại của Shabaka không thể đứng trước Shebitku.
Kiểu cách xây dựng lăng mộ của Shebitku (Ku.18) tương tự như của Piye (Ku.17), trong khi lăng của Shabaka (Ku.15) lại giống với lăng mộ của Taharqa (Nu.1) và Tantamani (Ku.16). Đây cũng là một bằng chứng quan trọng cho thấy Shabaka cai trị sau khi Shebitku. Buồng chôn cất chính của Shabaka được trang trí một lần và trang bị đầy đủ các vật dụng tang lễ cho thấy đây là một sự cải thiện vì tất cả các vua đời sau đều noi theo đó mà xây dựng lăng tẩm cho mình.
Trên bức tượng Cairo CG42204 của Đại tư tế Amun Haremakhet, con của Shabaka, hoàng tử đã tự gọi mình là "Con trai của Shabaka" và là "Chỉ huy trong cung điện của Tanutamun / Tantamani. Giả định rằng Shebitku cai trị giữa Shabaka và Taharqa, thì tại sao tên của ông lại không xuất hiện trên tượng, ngay cả khi Haremakhet chỉ còn là một thiếu niên dưới thời Shebitku, vì những dòng chữ trên tượng biểu thị thứ tự cai trị của các vua mà Haremakhet đã từng phục vụ.
Payraudeau lưu ý rằng, các tượng shabti của Shabitku chỉ dài khoảng 10 cm và chỉ có một dòng chữ rất ngắn ghi rằng "Osiris, vua của Thượng và Hạ Ai Cập", tương tự như của Piye. Trong khi đó, tượng shabti của các vua Shabaka, Taharqa, Tantamani và Senkamanisken lại lớn hơn (khoảng 15-20 cm) và nhiều chữ khắc hơn.
Những bằng chứng trên cũng đủ cho thấy, Shabaka phải là người kế vị của Shebitku.

## Trị vì

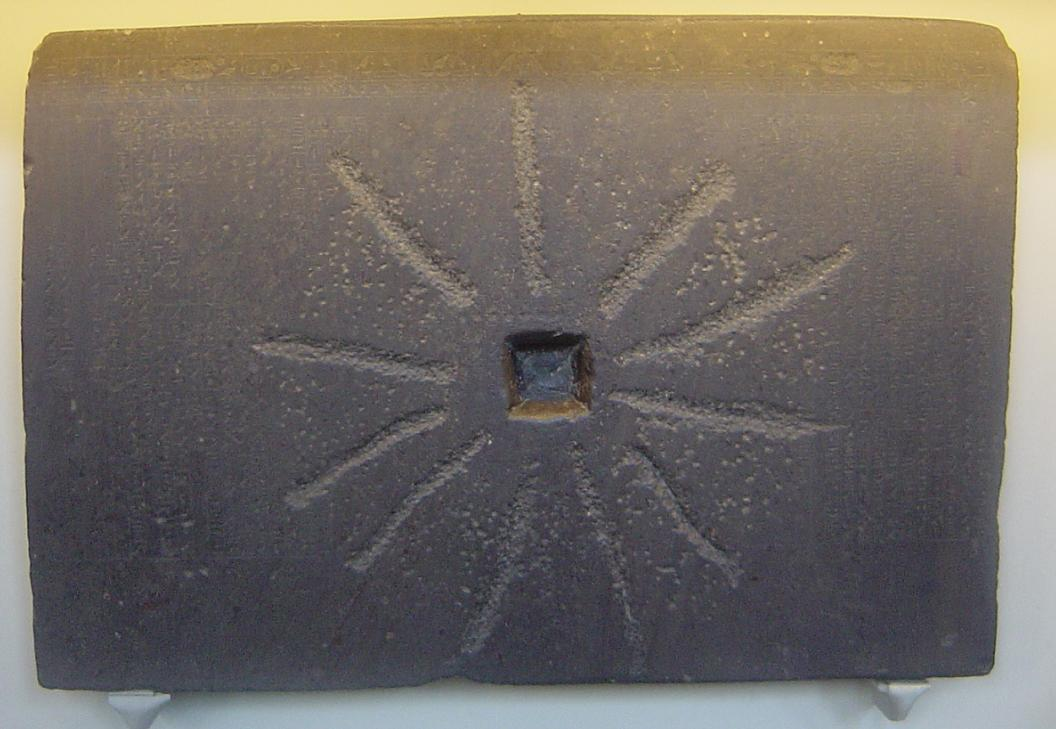
Phiến đá Shabaka (Bảo tàng Anh)

Shabaka kế vị ngai vàng từ người cháu, vua Shebitku. Trước đây, Shabaka được cho là đã đồng cai trị với Shebitku trong một vài năm, nhưng điều này đã bị bác bỏ vì không có bằng chứng cụ thể. Tất cả các tài liệu đương thời đều chỉ ra rằng, chỉ có duy nhất một pharaon người Nubia tại vị trên ngai vàng, và vua Taharqa cũng đã tuyên bố rằng ông đã lên nắm quyền sau khi anh ông, Shebitku, băng hà.
Dưới thời trị vì của mình, Shabaka đã nắm quyền kiểm soát trên toàn vương quốc Ai Cập. Tại Thebes, nơi nhà vua đặt kinh đô, rất nhiều công trình được xây dựng. Tại Karnak, ông đã cho dựng một bức tượng của mình bằng đá granit hồng. Di vật nổi tiếng nhất dưới triều vua Shabaka là "phiến đá Shabaka", phiến đá ghi lại sự thống nhất Ai Cập và câu chuyện thần thoại về Memphis, theo đó thần Ptah là người đã tạo nên vạn vật và các vị thần khác.
Một di vật đáng chú ý khác, đó là "Cánh cổng Shabaka", được khai quật vào năm 2011, là cánh cửa dẫn vào nơi cất giấu kho báu của nhà vua.
Shabaka mất vào năm thứ 15 của mình, được táng kim tự tháp Ku.15 ở el-Kurru, gần Gebel Barkal.